# 富士神社 (飛騨市)
富士神社（ふじじんじゃ）は、岐阜県飛騨市河合町（吉城郡河合村）にある神社。

## 概要
創建時期は不詳だが、平安時代以前と推測される。
1908年（明治41年）に近隣の富士神社を合祀。1951年（昭和26年）岐阜県神社庁より銀幣社の指定を受ける。
1968年（昭和43年）に境内を整備する。

## 主祭神
- 木花佐久夜比咩神

## 境外社
- 秋葉神社[3]

## 文化財
岐阜県
- 小雀獅子

岐阜県の重要無形民俗文化財に指定されている。
飛騨市
- 本殿

慶応元年（1865年）造営。1967年（昭和42年）2月1日に河合村の有形文化財（飛騨市発足後は飛騨市の有形文化財）に指定されている。